# Discografia lui Serj Tankian
Aceasta este discografia lui Serj Tankian, un cântăreț, cantautor, producător, poet, activist politic și multi-instrumentist  armeano-american. El e cunoscut mai bine ca lead vocalist, compozitor și keyboardist al formației System of a Down.
Discografia sa constă din 5 albume de studio, un album colaborare, 2 EP-uri, un album/DVD live, 12 single-uri, 23 clipuri video, și alte apariții în lucrările altor artiști.

## Albume

### Albume de studio
| 2007                                                          | Elect the Dead - Lansare: 23 octombrie 2007 - Label: Serjical Strike, Reprise - Formate: CD, LP, digital download       | 4  | 19 | 5  | 50 | 19 | 12 | 23 | 10 | 29 | 31 | 45 | 14 | 36 | 11 | 26 |
| 2010                                                          | Imperfect Harmonies - Lansare: 21 septembrie 2010 - Label: Serjical Strike, Reprise - Formate: CD, LP, digital download | 35 | 56 | 13 | 46 | 96 | 14 | 29 | 18 | —  | 23 | 94 | 26 | 44 | 12 | 86 |
| 2012                                                          | Harakiri - Lansare: 10 iulie 2012 - Label: Serjical Strike, Reprise - Formate: CD, digital download                     | 29 | 86 | 10 | 39 | 66 | 16 | 37 | 12 | 23 | 36 | —  | 27 | —  | 13 | 87 |
| 2013                                                          | Orca - Lansare: 25 iunie 2013 - Label: Serjical Strike, Reprise - Formate: CD, LP, digital download                     |    |    |    |    |    |    |    |    |    |    |    |    |    |    |    |
| 2013                                                          | Jazz-Iz-Christ - Lansare: 23 iulie 2013 - Label: Serjical Strike, Reprise - Formate: CD, LP, digital download           |    |    |    |    |    |    |    |    |    |    |    |    |    |    |    |
| "—" denotes releases that did not chart or were not released. | |    |    |    |    |    |    |    |    |    |    |    |    |    |    |    |

### Albume live
| An   | Detalii album | Poziții în topuri | Poziții în topuri | Poziții în topuri | Poziții în topuri | Poziții în topuri | Poziții în topuri |
| An   | Detalii album | AUT               | FRA               | GER               | GRC               | NZ                | SWI               |
| ---- | --- | ----------------- | ----------------- | ----------------- | ----------------- | ----------------- | ----------------- |
| 2010 | Elect the Dead Symphony - Lansare: 9 martie 2010 - Label: Serjical Strike, Reprise - Formate: CD, LP, digital download | 38                | 118               | 63                | 5                 | 12                | 64                |

### Albume colaborative
| An   | Detalii album |
| ---- | --- |
| 2003 | Serart (with Arto Tunçboyacıyan) - Lansare: 6 mai 2003 - Label: Serjical Strike, Columbia - Formate: CD/DVD, LP, digital download |

## EP-uri
| An   | Detalii EP                                                                                               |
| ---- | --- |
| 2008 | Lie Lie Live - Lansare: 1 iulie 2008 - Label: Serjical Strike, Reprise - Formate: Digital download       |
| 2011 | Imperfect Remixes - Lansare: 1 martie 2011 - Label: Serjical Strike, Reprise - Formate: Digital download |

## Single-uri
| An   | Cântec                          | Poziții în topuri | Poziții în topuri | Poziții în topuri | Poziții în topuri | Poziții în topuri | Poziții în topuri | Poziții în topuri | Album                   |
| An   | Cântec                          | US                | US Alt.           | US Main.          | US Rock           | CAN               | PL                | UK                | Album                   |
| ---- | ------------------------------- | ----------------- | ----------------- | ----------------- | ----------------- | ----------------- | ----------------- | ----------------- | ----------------------- |
| 2007 | "Empty Walls"                   | 97                | 3                 | 4                 | —                 | 75                | —                 | 78                | Elect the Dead          |
| 2007 | "Lie Lie Lie"                   | —                 | —                 | —                 | —                 | —                 | —                 | —                 | Elect the Dead          |
| 2008 | "Sky Is Over"                   | —                 | 22                | 23                | —                 | —                 | 46                | —                 | Elect the Dead          |
| 2008 | "Fears"                         | —                 | —                 | —                 | —                 | —                 | —                 | —                 | Non-album single        |
| 2010 | "The Charade"                   | —                 | —                 | —                 | —                 | —                 | —                 | —                 | Elect the Dead Symphony |
| 2010 | "Left of Center"                | —                 | —                 | —                 | —                 | —                 | —                 | —                 | Imperfect Harmonies     |
| 2010 | "Reconstructive Demonstrations" | —                 | —                 | —                 | —                 | —                 | 29                | —                 | Imperfect Harmonies     |
| 2012 | "Figure It Out"                 | —                 | —                 | 17                | 44                | —                 | —                 | —                 | Harakiri                |
| 2012 | "Cornucopia"                    | —                 | —                 | —                 | —                 | —                 | 36                | —                 | Harakiri                |
| 2012 | "Harakiri"                      | —                 | —                 | 40                | —                 | —                 | 78                | —                 | Harakiri                |
| 2016 | "Artsakh"                       | —                 | —                 | —                 | —                 | —                 | —                 | —                 | Non-album single        |
| 2016 | "Aurora's Dream"                | —                 | —                 | —                 | —                 | —                 | 36                | —                 | Non-album single        |

### Single-uri promoționale
| An   | Cântec                    | Album          |
| ---- | ------------------------- | -------------- |
| 2007 | "The Unthinking Majority" | Elect the Dead |
| 2008 | "Honking Antelope"        | Elect the Dead |

### Ca artist invitat
| An   | Cântec                                                                  | Poziții în topuri | Album                |
| An   | Cântec                                                                  | US Main.          | Album                |
| ---- | ----------------------------------------------------------------------- | ----------------- | -------------------- |
| 2007 | "Mein" (Deftones featuring Serj Tankian)                                | 40                | Saturday Night Wrist |
| 2008 | "Bird's Eye" (Mike Patton featuring Serj Tankian and Marc Streitenfeld) | —                 | Body of Lies         |

## Clipuri video
| An   | Cântec                                           | Regizor(i)                             |
| ---- | ------------------------------------------------ | -------------------------------------- |
| 2005 | "We Are One" (with Buckethead)                   | Rodney Ascher and Syd Garon            |
| 2007 | "The Unthinking Majority"                        | Tawd B. Dorenfeld                      |
| 2007 | "Empty Walls"                                    | Tony Petrossian                        |
| 2007 | "Saving Us"                                      | Kevin Estrada                          |
| 2007 | "Feed Us"                                        | Suraj Patra                            |
| 2007 | "Lie Lie Lie"                                    | Martha Colburn                         |
| 2007 | "Honking Antelope"                               | Roger Kupelian                         |
| 2007 | "Elect the Dead"                                 | Gariné Torossian                       |
| 2007 | "Baby"                                           | Isaac "Eye-Sack" Flores                |
| 2007 | "Sky Is Over"                                    | José Rivera                            |
| 2007 | "Beethoven's Cunt"                               | Adam Egypt Mortimer                    |
| 2007 | "Money"                                          | Ara Soudjian                           |
| 2007 | "Praise the Lord and Pass the Ammunition"        | Greg Watermann                         |
| 2010 | "Left of Center" (official video)                | Tawd B. Dorenfeld                      |
| 2011 | "Reconstructive Demonstrations" (official video) | Roger Kupelian                         |
| 2011 | "Goodbye - Gate 21" (official video)             | Ara Soudjian and George Tonikian       |
| 2012 | "Figure It Out" (official video)                 | Ara Soudjian                           |
| 2012 | "Harakiri"                                       | Nico Sabenorio                         |
| 2012 | "Occupied Tears"                                 | Eric Nazarian                          |
| 2012 | "Uneducated Democracy"                           | Narek Minasyan and Nareh Hovhannissyan |

## Alte apariții
| Albums, soundtracks, and video games | |                                                     |                                                                                        |
| 1999                                 | Limp Bizkit feat. Serj Tankian                                                                                          | "Don't Go Off Wandering" (Demo)                     | Demo for Significant Other                                                             |
| 2000                                 | Hed PE feat. Serj Tankian and Morgan Lander                                                                             | "Feel Good"                                         | Broke                                                                                  |
| 2000                                 | Tony Iommi feat. Serj Tankian                                                                                           | "Patterns"                                          | Iommi                                                                                  |
| 2000                                 | Snot feat. Serj Tankian                                                                                                 | "Starlit Eyes"                                      | Strait Up                                                                              |
| 2001                                 | Dog Fashion Disco feat. Serj Tankian                                                                                    | "Mushroom Cult"                                     | Anarchists of Good Taste                                                               |
| 2003                                 | Serj Tankian | "Bird of Paradise"                                  | Bird Up: The Charlie Parker Remix Project                                              |
| 2003                                 | Kittens for Christian feat. Serj Tankian                                                                                | "Had a Plan"                                        | Privilege of Your Company                                                              |
| 2004                                 | Saul Williams feat. Serj Tankian                                                                                        | "Talk to Strangers"                                 | Saul Williams                                                                          |
| 2004                                 | Flea, Brad Wilk, Tom Morello, Pete Yorn, Tim Walker, Serj Tankian, Maynard James Keenan, and Jonny Polonsky             | "Where the Streets Have No Name"                    | Axis of Justice: Concert Series Volume 1                                               |
| 2004                                 | Flea, Brad Wilk, Tom Morello, Pete Yorn, and Serj Tankian                                                               | "Alice in My Fantasies"                             | Axis of Justice: Concert Series Volume 1                                               |
| 2004                                 | Serj Tankian | "Piano Improvization"                               | Axis of Justice: Concert Series Volume 1                                               |
| 2004                                 | Serj Tankian | "Charades"                                          | Axis of Justice: Concert Series Volume 1                                               |
| 2004                                 | Serj Tankian, Tom Morello, Wayne Kramer, Flea, and John Dolmayan                                                        | "Get Up, Stand Up"                                  | Axis of Justice: Concert Series Volume 1                                               |
| 2004                                 | Flea, Brad Wilk, and Serj Tankian                                                                                       | "(Free Jam)"                                        | Axis of Justice: Concert Series Volume 1                                               |
| 2004                                 | Knowledge and Serj Tankian                                                                                              | "Speak on It"                                       | Axis of Justice: Concert Series Volume 1                                               |
| 2004                                 | Tom Morello, Serj Tankian, Pete Yorn, Flea, and Brad Wilk                                                               | "Chimes of Freedom"                                 | Axis of Justice: Concert Series Volume 1                                               |
| 2004                                 | Serj Tankian, Tom Morello, Brad Wilk, and Brian O'Conner                                                                | "Jeffrey Are You Listening?"                        | Axis of Justice: Concert Series Volume 1                                               |
| 2004                                 | The Nightwatchman, Serj Tankian, Pete Yorn, Brad Wilk, and Jonny Polonsky                                               | "The Road I Must Travel"                            | Axis of Justice: Concert Series Volume 1                                               |
| 2004                                 | Serj Tankian | "Improvizational Noise"                             | Axis of Justice: Concert Series Volume 1                                               |
| 2005                                 | Buckethead feat. Serj Tankian                                                                                           | "We Are One"                                        | Enter the Chicken Masters of Horror soundtrack                                         |
| 2005                                 | Buckethead feat. Azam Ali and Serj Tankian                                                                              | "Coma"                                              | Enter the Chicken                                                                      |
| 2005                                 | Buckethead feat. Shana Halligan and Serj Tankian                                                                        | "Waiting Hare"                                      | Enter the Chicken                                                                      |
| 2006                                 | Deftones feat. Serj Tankian                                                                                             | "Mein"                                              | Saturday Night Wrist                                                                   |
| 2007                                 | Les Rita Mitsouko feat. Serj Tankian                                                                                    | "Terminal Beauty"                                   | Variéty                                                                                |
| 2007                                 | Serj Tankian | "Bug Theme"                                         | Bug soundtrack                                                                         |
| 2007                                 | Serj Tankian and Petra Jolly                                                                                            | "Innermission"                                      | Bug soundtrack                                                                         |
| 2007                                 | Serj Tankian | "The Essence of Tequila"                            | Stranglehold                                                                           |
| 2007                                 | Serj Tankian | "Chicakong"                                         | Stranglehold                                                                           |
| 2007                                 | Wyclef Jean feat. Serj Tankian and Sizzla                                                                               | "Riot (Trouble Again)"                              | Carnival Vol. II: Memoirs of an Immigrant                                              |
| 2008                                 | Praxis feat. Serj Tankian                                                                                               | "Sulfur and Cheese"                                 | Profanation (Preparation for a Coming Darkness)                                        |
| 2008                                 | Serj Tankian | "Beethoven's Cunt"                                  | Downloadable track for Rock Band                                                       |
| 2008                                 | Bitter:Sweet feat. Serj Tankian                                                                                         | "Drama" (Serj Tankian version)                      | Drama                                                                                  |
| 2008                                 | The Nightwatchman feat. Serj Tankian                                                                                    | "Lazarus on Down"                                   | The Fabled City                                                                        |
| 2008                                 | Mike Patton, Serj Tankian, and Marc Streitenfeld                                                                        | "Bird's Eye"                                        | Body of Lies                                                                           |
| 2008                                 | Serj Tankian | "Fears"                                             | Written exclusively in support of Amnesty International's Global Write-A-Thon          |
| 2009                                 | Khatchadour Tankian feat. Serj Tankian                                                                                  | "Bari Arakeel"                                      | Inchbes Moranank                                                                       |
| 2009                                 | Khatchadour Tankian feat. Serj Tankian                                                                                  | "Martigi Yerke"                                     | Inchbes Moranank                                                                       |
| 2010                                 | Visa feat. Serj Tankian                                                                                                 | "Viktor"                                            | Made in Chernobyl                                                                      |
| 2010                                 | Serj Tankian | "Empty Walls"                                       | Downloadable tracks for Rock Band                                                      |
| 2010                                 | Serj Tankian | "Sky Is Over"                                       | Downloadable tracks for Rock Band                                                      |
| 2011                                 | Serj Tankian | "Total Paranoia"                                    | Batman: Arkham City - The Album                                                        |
| 2011                                 | Serj Tankian | "Yellow Snow"                                       | The Frank Zappa AAAFNRAAAAAM Birthday Bundle 2011                                      |
| 2011                                 | Jonathan Elias feat. Jim Morrison, Joanne Shenandoah, Leah Shenandoah, Robert Downey Jr., Serj Tankian, Sinéad O'Connor | "Path to Zero"                                      | Prayer Cycle: Path to Zero                                                             |
| 2012                                 | Tom Morello, Serj Tankian, Tim McIlrath                                                                                 | "We Are The 99 Percent"                             | Occupy Anthem                                                                          |
| 2013                                 | Serj Tankian | Soundtrack of "Morning Star" (Upcoming video game)  | Industrial Toys                                                                        |
| 2013                                 | Device feat. Serj Tankian and Geezer Butler                                                                             | "Out of Line"                                       | Device                                                                                 |
| 2013                                 | Serj Tankian, Ihsahn, Devin Townsend                                                                                    | "We Are"                                            | Revolution Harmony                                                                     |
| 2013                                 | Tech N9ne featuring Krizz Kaliko & Serj Tankian                                                                         | "Straight Out The Gate"                             | Something Else                                                                         |
| Live performances                    | |                                                     |                                                                                        |
| 1999                                 | Fear Factory feat. Serj Tankian                                                                                         | "Cars"                                              |                                                                                        |
| 2000                                 | Incubus feat. Serj Tankian                                                                                              | Live Improvisation on "Redefine"                    |                                                                                        |
| 2000                                 | Metallica feat. Serj Tankian and Daron Malakian                                                                         | "Mastertarium" ("Welcome Home (Sanitarium)" part)   |                                                                                        |
| 2003                                 | Metallica feat. Serj Tankian and Daron Malakian                                                                         | "Creeping Death"                                    | Reading Festival 2003                                                                  |
| 2006                                 | Buckethead feat. Shana Halligan and Serj Tankian                                                                        | "Waiting Hare"                                      |                                                                                        |
| 2007                                 | Tool feat. Serj Tankian                                                                                                 | "Sober" (improvisational version)                   | Big Day Out 2007 (Auckland only)                                                       |
| 2007                                 | Fair to Midland feat. Serj Tankian                                                                                      | "Walls of Jericho" (improvisational version)        | Coachella 2007                                                                         |
| 2007                                 | Foo Fighters feat. Serj Tankian                                                                                         | "Holiday in Cambodia"                               | 2007 MTV Video Music Awards (released on Foo Fighters' single for "Long Road to Ruin") |
| 2008                                 | The Nightwatchman feat. Serj Tankian                                                                                    | "Lazarus on Down"                                   | Big Day Out 2008 (Auckland only)                                                       |
| 2009                                 | Visa feat. Serj Tankian                                                                                                 | "Viktor"                                            | Feed the Need Event                                                                    |
| 2011                                 | Tom Morello and Serj Tankian                                                                                            | "Ghost of Tom Jones"                                | Dimebash 2011                                                                          |
| 2011                                 | Serj Tankian, Stewart Copeland, Omar Fadel                                                                              | "Qakastan - Hymn of the Republic" and "Sunday Nuts" | Sacred Grove                                                                           |
| 2012                                 | Deftones feat. Serj Tankian                                                                                             | "Root"                                              | Knotfest 2012                                                                          |
| Remixes                              | |                                                     |                                                                                        |
| 2005                                 | M.I.A. | "Galang" (Serj Tankian Remix)                       | Galang '05                                                                             |
| 2006                                 | Dredg | "Ode to the Sun" (Serj Tankian Remix)               | Unreleased                                                                             |
| 2006                                 | The Notorious B.I.G. | "Who Shot Ya?" (Serj Tankian Remix)                 | Marc Eckō's Getting Up: Contents Under Pressure                                        |

## Discografie ca producător
| An   | Album                                                     | Artist               | Creditări                              |
| ---- | --------------------------------------------------------- | -------------------- | -------------------------------------- |
| 1998 | System of a Down                                          | System of a Down     | Producer, credited as System of a Down |
| 2001 | Toxicity                                                  | System of a Down     | Co-Producer                            |
| 2003 | Serart Sampler                                            | Serart               | Producer, executive producer, and A&R  |
| 2003 | Serart                                                    | Serart               | Producer, executive producer, and A&R  |
| 2004 | Axis of Justice: Concert Series Volume 1                  | Various artists      | Producer and executive producer        |
| 2005 | Enter the Chicken                                         | Buckethead & Friends | Producer                               |
| 2006 | Slow Motion Reign                                         | Slow Motion Reign    | Producer                               |
| 2006 | The Drawn and Quartered EP                                | Fair to Midland      | Producer                               |
| 2007 | Fables from a Mayfly: What I Tell You Three Times Is True | Fair to Midland      | Executive producer                     |
| 2007 | Elect the Dead                                            | Serj Tankian         | Producer                               |
| 2010 | Elect the Dead Symphony                                   | Serj Tankian         | Producer                               |
| 2010 | Imperfect Harmonies                                       | Serj Tankian         | Producer                               |
| 2012 | Harakiri                                                  | Serj Tankian         | Producer                               |
| 2013 | Orca                                                      | Serj Tankian         | Producer                               |
| 2013 | Jazz-Iz-Christ                                            | Serj Tankian         | Producer                               |